# Вигнянський потік
Вигнянський потік (словац. Vyhniansky potok) — річка в Словаччині; ліва притока Грону довжиною 13.9 км. Протікає в округах Ж'яр-над-Гроном і Банська Штявниця.
Витікає в масиві Штявницькі гори на висоті 702 метри. Протікає територією сіл Вигне і Бзениця.
Впадає у Грон на висоті 221 метр.